# Honobu Yonezawa
Honobu Yonezawa (米澤 穂信?, Yonezawa Honobu; Prefettura di Gifu, 1978) è uno scrittore e fumettista giapponese, conosciuto soprattutto per le sue opere dedicate a crimini misteriosi e a relazioni tra giovani adulti.

## Pubblicazioni

### SerieHyōka(nota in inglese comeClassic Literature Club series)
- Romanzi
  - Hyōka (氷菓?), 2001
  - Gusha no Endo Rōru (愚者のエンドロール?), 2002
  - Kudoryafuka no junban (クドリャフカの順番?), 2005
  - Futari no kyori no gaisan (ふたりの距離の概算?), 2010
  - Imasara tsubasa to iwaretemo (いまさら翼といわれても?), 2016
- Raccolte di racconti
  - Tōmawari suru hina (遠まわりする雛?), 2007
    - Yarubeki koto nara temijika ni (やるべきことなら手短に?)
    - Taizai o okasu (大罪を犯す?)
    - Shōtai mitari (正体見たり?)
    - Kokoroatari no aru mono wa (心あたりのある者は?)
    - Akimashite Omedetō (あきましておめでとう?)
    - Tezukuri Chokorēto jiken (手作りチョコレート事件?)
    - Tōmawari suru hina (遠まわりする雛?)

### Serie Shōshimin
- Shunki gentei ichigo taruto jiken (春期限定いちごタルト事件?), 2004
- Kaki gentei Toropikaru pafe jiken (夏期限定トロピカルパフェ事件?), 2006
- Shūki gentei kuri kinton jiken (秋期限定栗きんとん事件?), 2009

### Altri romanzi
- Sayonara yōsei (さよなら妖精?), 2004
- Inu wa doko da (犬はどこだ?), 2005
- Botorunekku [Bottleneck] (ボトルネック?), 2006
- Inshite miru (インシテミル?), 2007
- Hakanai hitsuji tachi no shukuen (儚い羊たちの祝宴?), 2008
- Tsuisō godanshō (追想五断章?), 2009
- Oreta ryūkotsu (折れた竜骨?), 2010
- Rikāshiburu [Recursible] (リカーシブル?), 2013

## Adattamenti cinematografici
- The Incite Mill (2010), diretto da Hideo Nakata e basato sul romanzo Inshite miru